# New England Revolution
A New England Revolution egy amerikai labdarúgócsapat, melynek székhelye a Massachusetts állambeli Foxboroughban található. A klubot 1995-ben alapították és az MLS-ben szerepel.
A hazai mérkőzéseit a Gillette Stadionban játssza. A stadion 20 000 fő befogadására alkalmas. A klub hivatalos színei: a kék-piros-fehér.

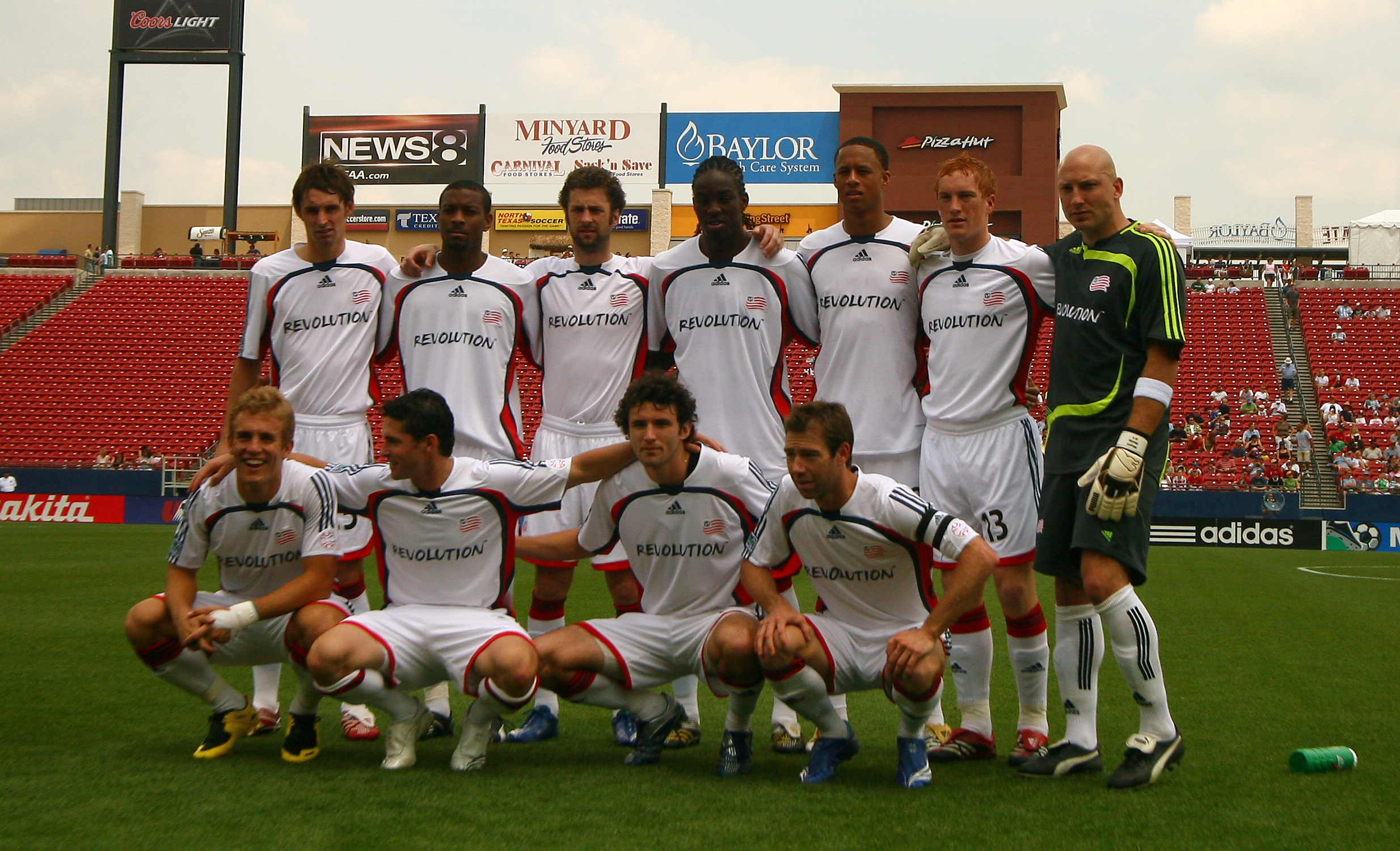
A New England Revolution csapata 2007-ben

## Sikerlista
- US Open Cup
  - Győztes (1): 2007

## Játékoskeret
2023. június 20. szerint.
| #  |     | Poszt | Név              |
| -- | --- | ----- | ---------------- |
| 2  | USA | V     | Dave Romney      |
| 3  | USA | V     | Omar Gonzalez    |
| 4  | USA | V     | Henry Kessler    |
| 6  | VEN | V     | Christian Makoun |
| 7  | ARG | CS    | Gustavo Bou      |
| 8  | USA | KP    | Matt Polster     |
| 9  | ALB | CS    | Giacomo Vrioni   |
| 10 | ESP | KP    | Carles Gil       |
| 11 | COL | KP    | Dylan Borrero    |
| 12 | USA | CS    | Justin Rennicks  |
| 13 | BRA | KP    | Maciel           |
| 15 | USA | V     | Brandon Bye      |
| 16 | GHA | KP    | Joshua Bolma     |
| 17 | USA | CS    | Bobby Wood       |
| 18 | GHA | KP    | Emmanuel Boateng |

| #  |     | Poszt | Név                 |
| -- | --- | ----- | ------------------- |
| 19 | GHA | KP    | Latif Blessing      |
| 21 | ESP | KP    | Nacho Gil           |
| 22 | USA | KP    | Jack Panayotou      |
| 24 | USA | V     | DeJuan Jones        |
| 26 | USA | KP    | Tommy McNamara      |
| 29 | USA | KP    | Noel Buck           |
| 34 | USA | KP    | Ryan Spaulding      |
| 36 | USA | K     | Earl Edwards Jr.    |
| 44 | USA | V     | Ben Sweat           |
| 47 | USA | KP    | Esmir Bajraktarevic |
| 72 | CRC | KP    | Damian Rivera       |
| 88 | USA | V     | Andrew Farrell      |
| 98 | USA | K     | Jacob Jackson       |
| 99 | SRB | K     | Đorđe Petrović      |